# Schönegg (Steinernes Meer)
Das Schönegg ist ein 2390 m ü. A. hoher Berg in den Berchtesgadener Alpen im österreichischen Land Salzburg. Es liegt im Süden des Steinernen Meeres, 1588 Meter oberhalb und gut fünf Kilometer nördlich des Ortszentrums Alm der Gemeinde Maria Alm, auf dem Gebiet der Katastralgemeinde Winkl.